# دوشیزه جهان ۲۰۱۵
دوشیزه جهان ۲۰۱۵ (انگلیسی: Miss Universe 2015)
؛ ۶۴مین دوره دوشیزه جهان بود، که در ۲۰ دسامبر ۲۰۱۵ در لاس وگاس، ایالات متحده آمریکا برگزار شد.پیا وورتزبچ از فیلیپین توانست برنده این رویداد شود.